# 1129-es mellékút (Magyarország)
Az 1129-es mellékút egy Komárom-Esztergom vármegyei, négy számjegyű mellékút. A 10-es főút dunaalmási szakaszától húzódik az 1-es főútig, ezáltal több kilométerrel megrövidíti az utazást és térség Duna-parti települései (Neszmély, Süttő, Lábatlan) és a vármegyeszékhely, Tatabánya, illetve Tata között.

## Nyomvonala
Dunaalmáson ágazik ki a 10-es főútból, annak a 71+550-es kilométerszelvénye közelében, délnyugat felé. A település központi részén még Szőlősor út a helyi neve, majd a Tatai út nevet veszi fel, így húzódik a belterület déli széléig, amit nagyjából 1,7 kilométer után ér el. Nem sokkal azután délnek fordul, s a község határát már így szeli át, körülbelül a 2+700-as kilométerszelvénye táján. Szomódi külterületek között folytatódik, és azok között is ér véget, beletorkollva az 1-es főútba, annak 70+400-as kilométerszelvénye közelében, Szomód központjától jó 3 kilométerre északnyugatra.
Teljes hossza, az országos közutak térképes nyilvántartását szolgáló kira.kozut.hu adatbázisa szerint 4,243 kilométer.

## Története
1934-ben a kereskedelem- és közlekedésügyi miniszter 70 846/1934. számú rendelete harmadrendű főúttá nyilvánította, a Tóváros-Dunaalmás közti 807-es főút részeként.